# Arima (Klan, Hizen)

Fünfblättrige „Arima-Baummelone“ (有馬瓜, Arima mokkō)

Die Arima (japanisch 有馬氏, Arima-shi) aus der Provinz Hizen waren eine Familie des japanischen Schwertadels (Buke), die sich von Fujiwara no Sumitomo († 941) ableitete. Mit einem Einkommen von 50.000 Koku gehörten die in Maruoka (Präfektur Fukui) residierenden Arima zu den kleineren Tozama-Daimyō der Edo-Zeit.

## Geschichte
- Tsunezumi (経澄), Nachfahre des Sumitomo in der 8. Generation, diente dem Shōgun Sanetomo und baute eine Burg in Arima und führte dann diesen Namen.
- Haruzumi (晴澄), war Begleiter des Shōgun Ashikaga Yoshiharu auf Reisen als Shōbanshū[2] und regierte über sechs Distrikte von Hizen. Er unterlag Ōtomo Yoshinori.
- Yoshisada (義貞; 1521–1577), Sohn des Haruzumi, schloss Frieden mit den Ōtomo, bekämpfte dann Ryūzōji Takanobu. Er verlor und musste mit ihm Frieden schließen. Yoshisada ließ sich christlich taufen und erhielt den Namen Andrea.
- Harunobu (晴信; 1567–1612), zweiter Sohn des Yoshisada, übernahm nach dem Tode seines Bruders den Besitz. Er konnte zusammen mit dem Shimazu-Klan Takanobu besiegen, der dabei sein Leben verlor. Nach der erfolgreichen Teilnahme an einem Feldzug in Kyūshū bestätigte Toyotomi Hideyoshi ihn in seinen Domänen in Hizen, in denen er zwei Burgen besaß, Hara (auch Arima genannt) und Hi-no-ura (auch Hi-no-e genannt) mit einem Einkommen von 40.000 koku.
Harunobu schickte 1608 ein Schiff nach Macau, das dort überwinterte. Es kam dabei zu Auseinandersetzungen zwischen den Japanern und den Hafenleuten, die vom portugiesischen Gouverneur Andrea Pessoa mit Bestrafung der Japaner beendet wurden. Im folgenden Jahr kam Pessoa mit dem Schiff „Madre de Dios“ nach Nagasaki und informierte das Shogunat über die Gründe seines Vorgehens, die akzeptiert wurden. Aber Harunobu brachte Tokugawa Ieyasu dazu, seine Entscheidung zu widerrufen und ihm die Anweisung zu geben, das Schiff zu kapern. Harunobu brauchte 1200 Mann und drei Tage dazu, bis Pessoa schließlich aufgab und sich und sein Schiff in die Luft sprengte.
Harunobu blieb in Schwierigkeiten: er wurde angezeigt, Christ zu sein (tatsächlich war er 1579 auf den Namen Johann-Protasius getauft worden), und er wurde verdächtigt, geplant zu haben, die Burg Isahaya (Hizen) in seinen Besitz zu bringen. Harunobu wurde ins Exil nach Yamura (Kai) geschickt und schließlich zum Tode verurteilt.
- Naozumi (直純; 1586–1641), Harunobus Sohn, war unter dem Namen Michael getauft worden. Aber nachdem er eine Urenkelin Ieyasus geheiratet hatte, wurde er ein strenger Verfolger der Christen. Da sein Vater in Ungnade gefallen war, ging 1612 auch der Familienbesitz verloren. 1615 bekam er den Nobeoka-han in der Provinz Hyūga mit 53.000 koku.
- Kiyozumi (清純; 1644–1703), Naozumis Enkel, verlor 1691 wegen schlechter Verwaltung sein Lehen (han), wurde aber vier Jahre später zum Maruoka-han mit einem Einkommen von 50.000 koku versetzt.

In Maruoka residierten die Arima bis zur Meiji-Restauration. Danach führte der Chef des Hauses bis 1945 den Titel Vizegraf.